# Carl Crispin

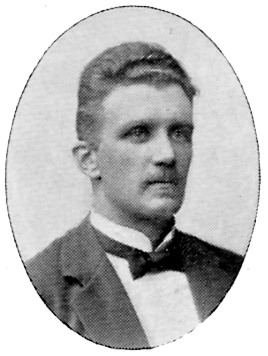
Carl Crispin

Carl Adrian Reinhold Peterson Crispin (i källorna oftast Carl Crispin), född 16 juni 1867 i Uppsala, död 1929, var en svensk arkitekt.
Carl Crispin var son till den produktive Göteborgsarkitekten Adrian C. Peterson. Han var elev vid Chalmers tekniska läroanstalt (examen 1888) och studerade därefter (1888-89) vid Wiens konstakademi samt vid Kungliga Akademien för de fria konsterna (1889-1892). Han företog därutöver studieresor till Frankrike, Tyskland, Italien och USA.
Crispin var verksam tillsammans med fadern, 1893-1896 som privat arkitekt i Borås och 1896-1899 i Göteborg. Från 1899 fram till sin död var han stadsarkitekt i Karlstad där han hade stor egen produktion.

## Verk i urval
- Sadelmakare Lindgrens hus och fabrikör G Håkanssons villa, Borås (1894)
- Borås centralstation (1894), tillsammans med fadern
- Byggmästare Börjessons hus Kvarteret Rydboholm vid Vasaplatsen i Göteborg (1897)[2]
- Kalvs kyrka (1898-99)
- Västgötabanans stationshus, Göteborg, (1899)
- Utvidgning av banksalen i Wermlands enskilda bank (Älvgatan), Karlstad (1899)
- Alfshögs kyrka, tillsammans med fadern (1901)
- Hishults kyrka, tillsammans med fadern (1901)
- Mellansysslets tingslags byggnad i Klara, Karlstad (1902)
- Ombyggnad av gamla lasarettet i Karlstad till brandstation (1909)[3]
- Saluhall, Karlstad, (1908-1909)[3]
- Wermlands enskilda bank, Charlottenberg (1909-1910)
- Tillbyggnader av Wermlands hypoteksförening, Järnvägsgatan 11 Karlstad (1912).
- Karlstads bryggeri[4]
- Tabernaklet, Karlstad, (1925)[3]
- Om och tillbyggnad av Gamla skolan (senare Södra skolan), Karlstad (1931-1932) (Länsarkitekt Conny Nyquist fullföljde förslaget efter att Crispin avlidit)[5][6]

## Bilder av några verk

### I Västsverige

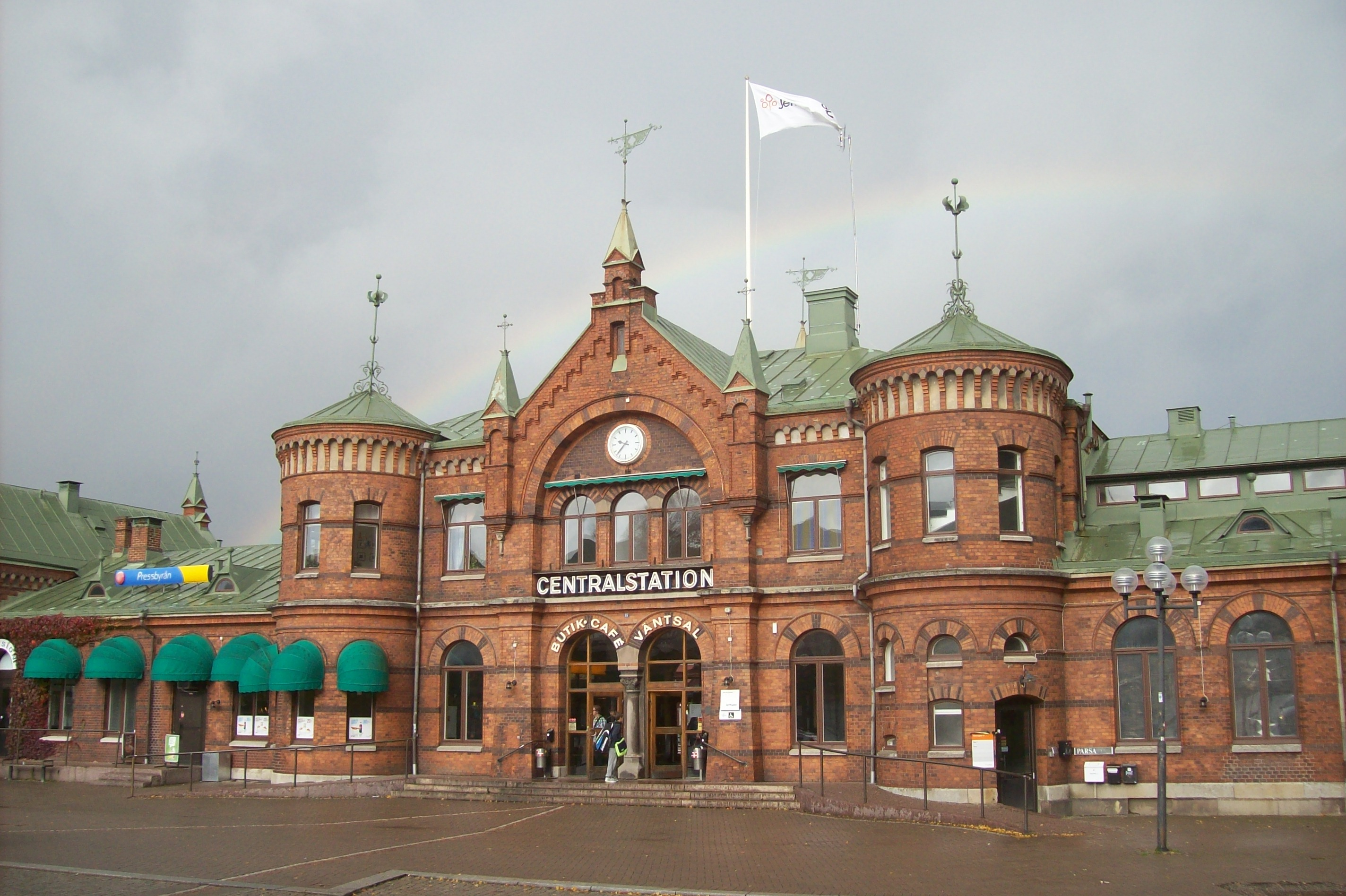
Borås centralstation
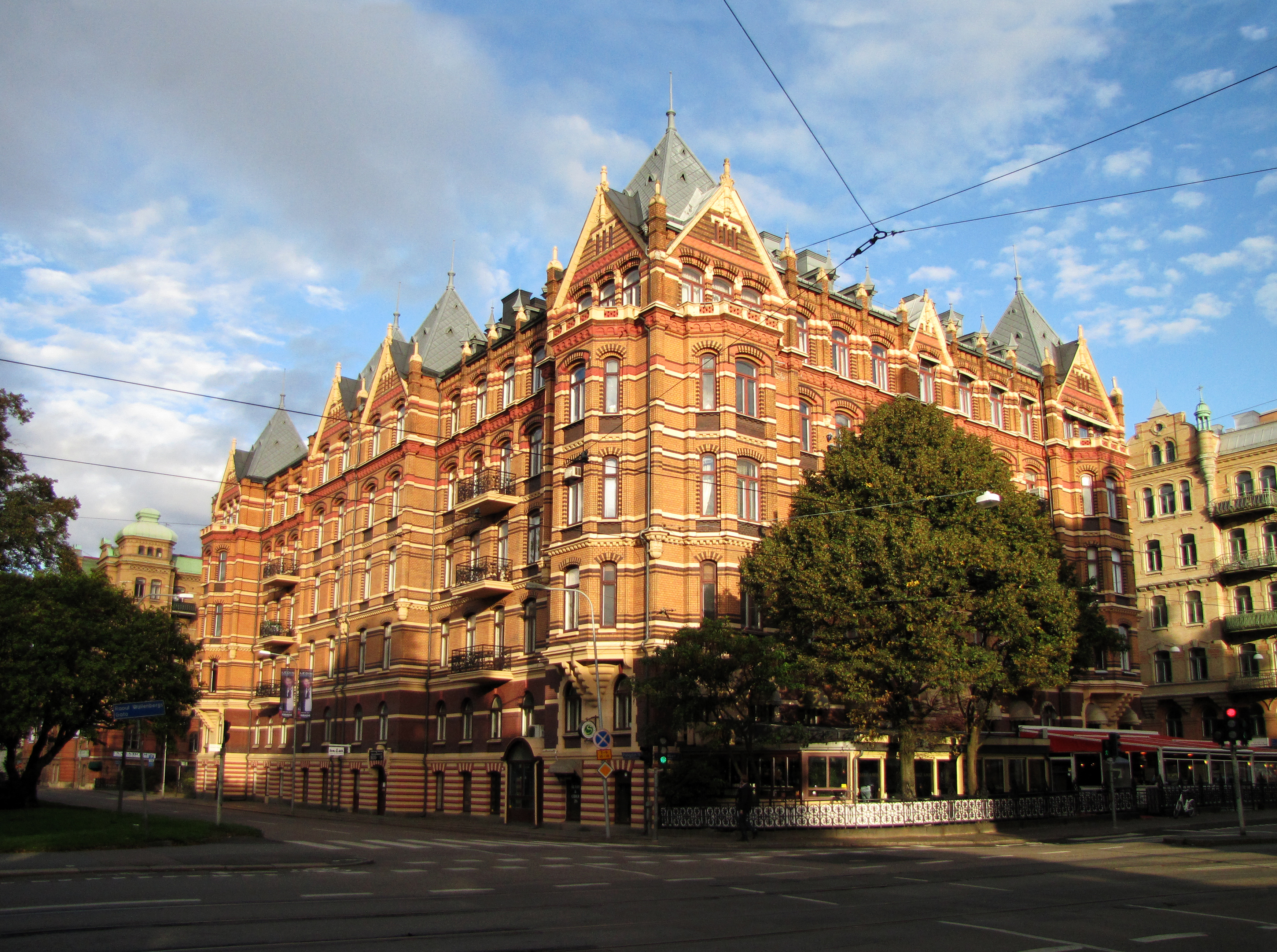
Kvarteret Rydboholm i Göteborg
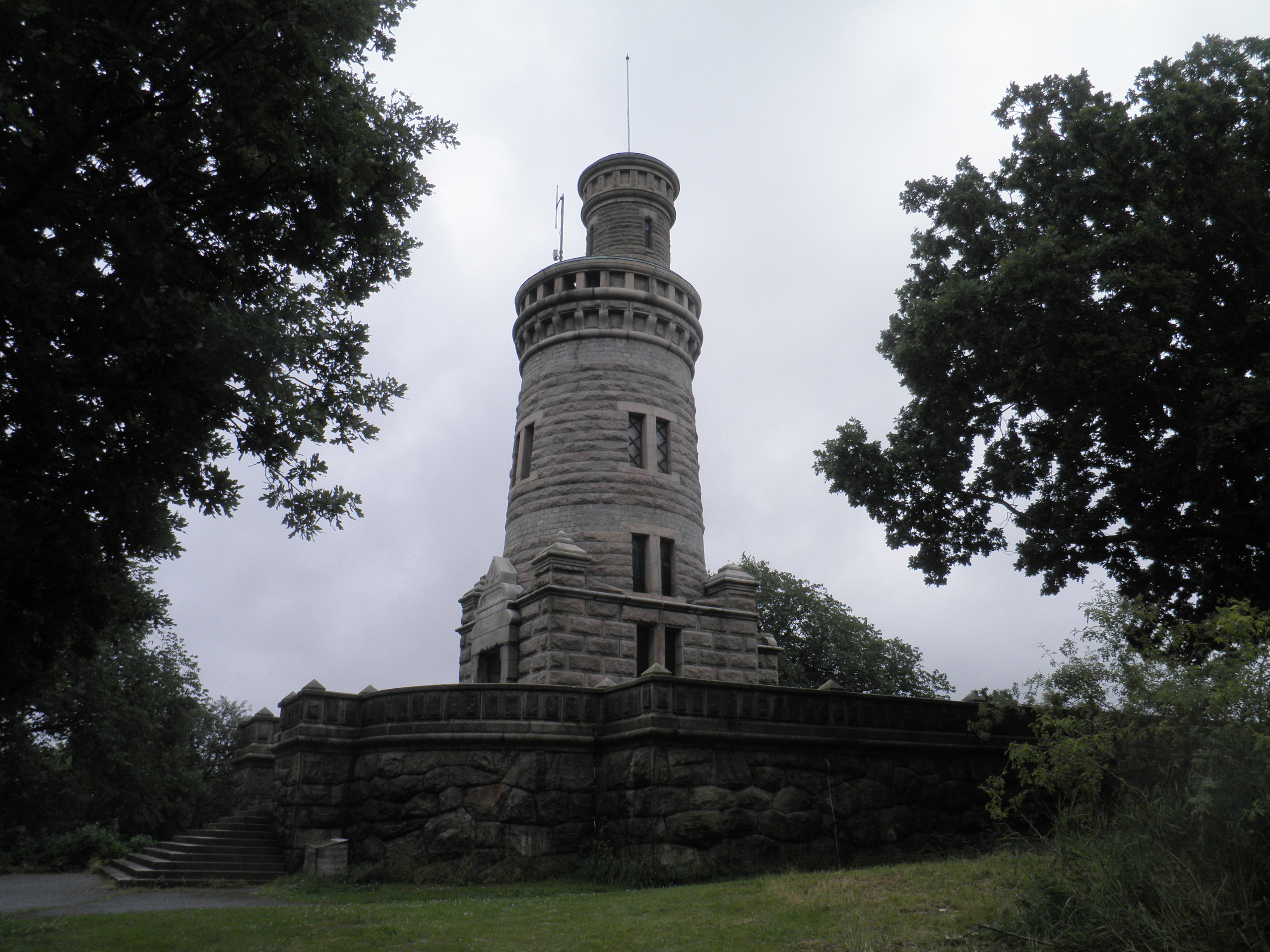
Stora Utsikten, Göteborg
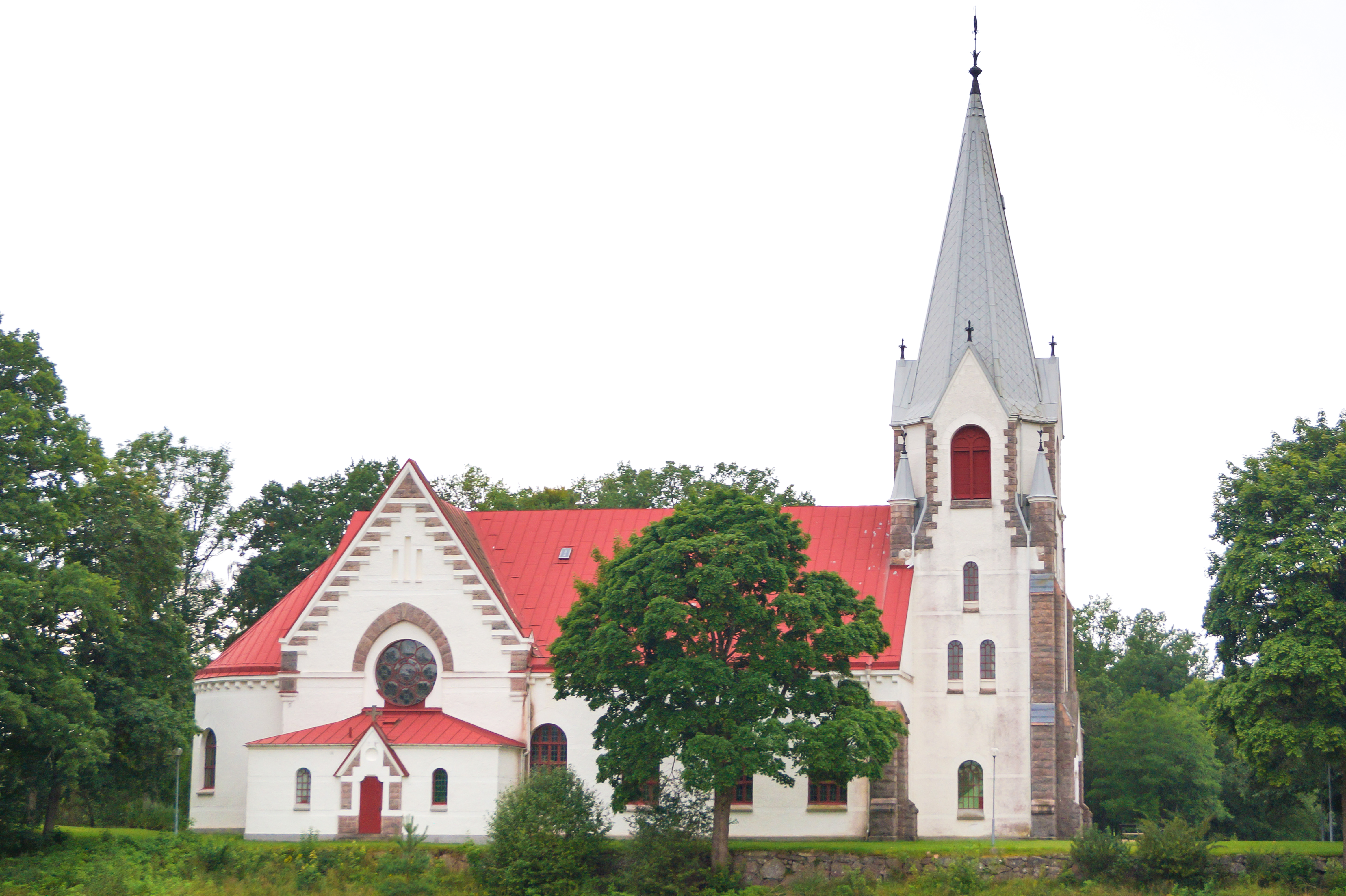
Kalvs kyrka

### I Karlstad

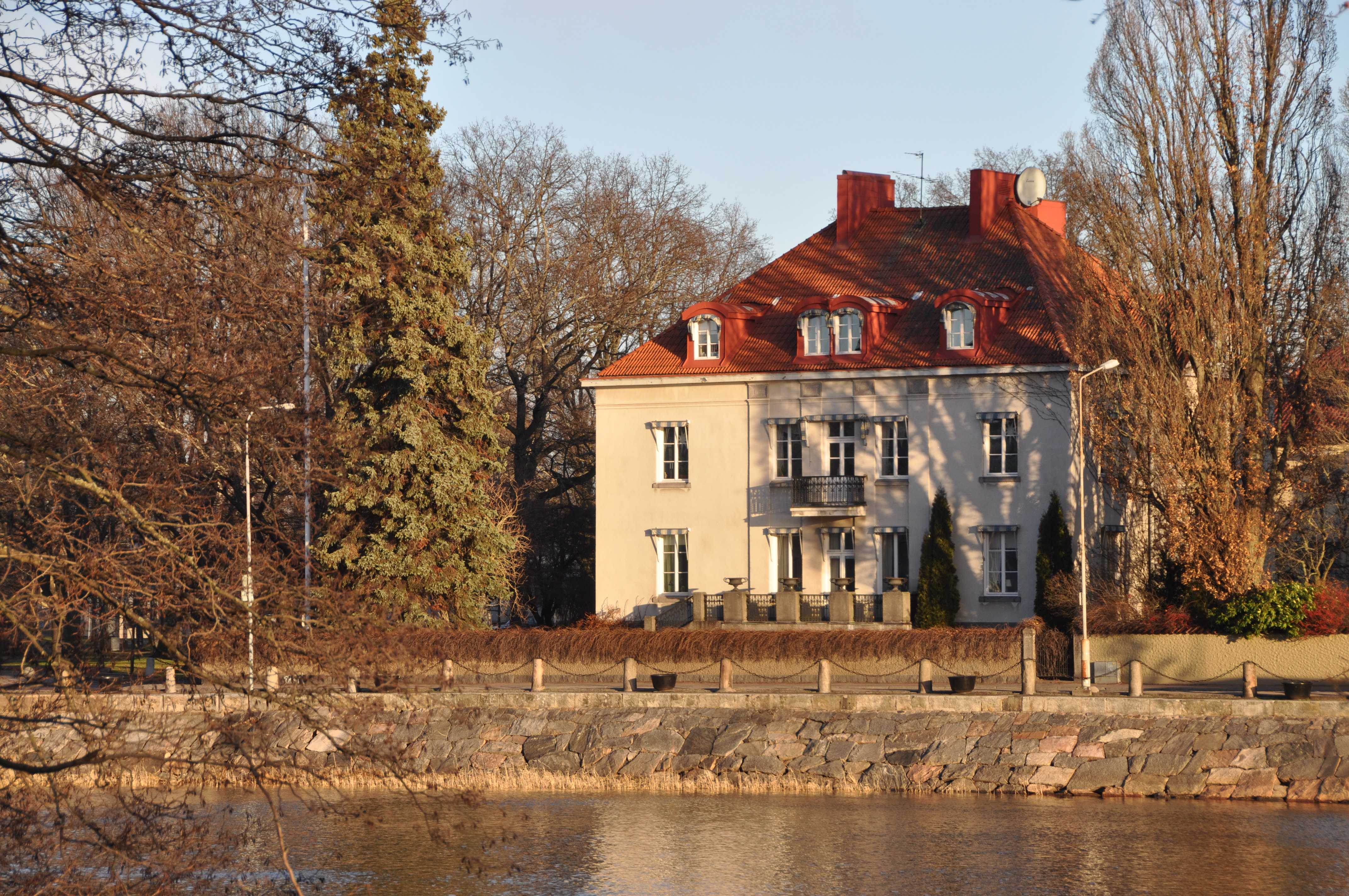
Museigatan 14
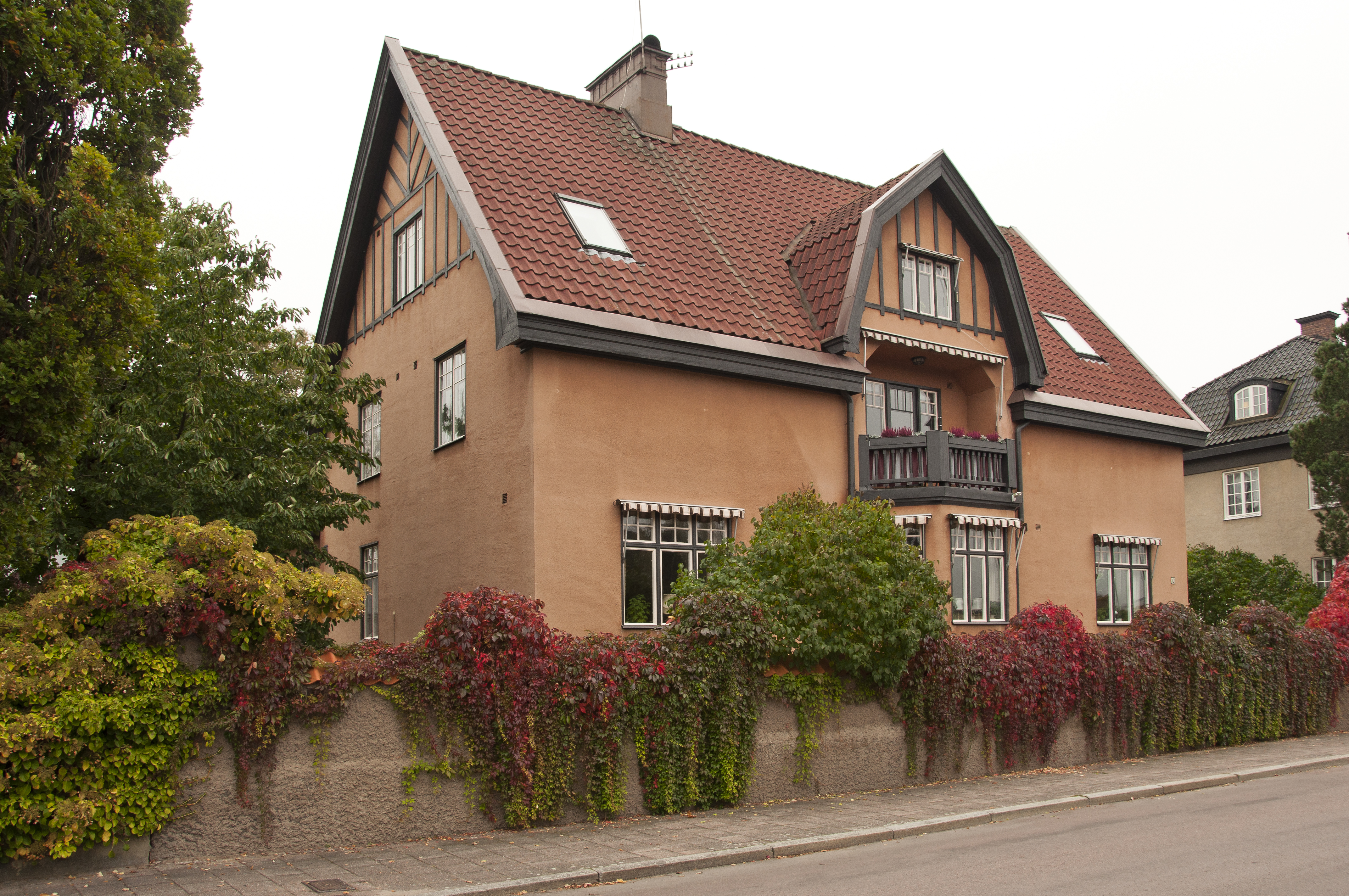
Museigatan 10
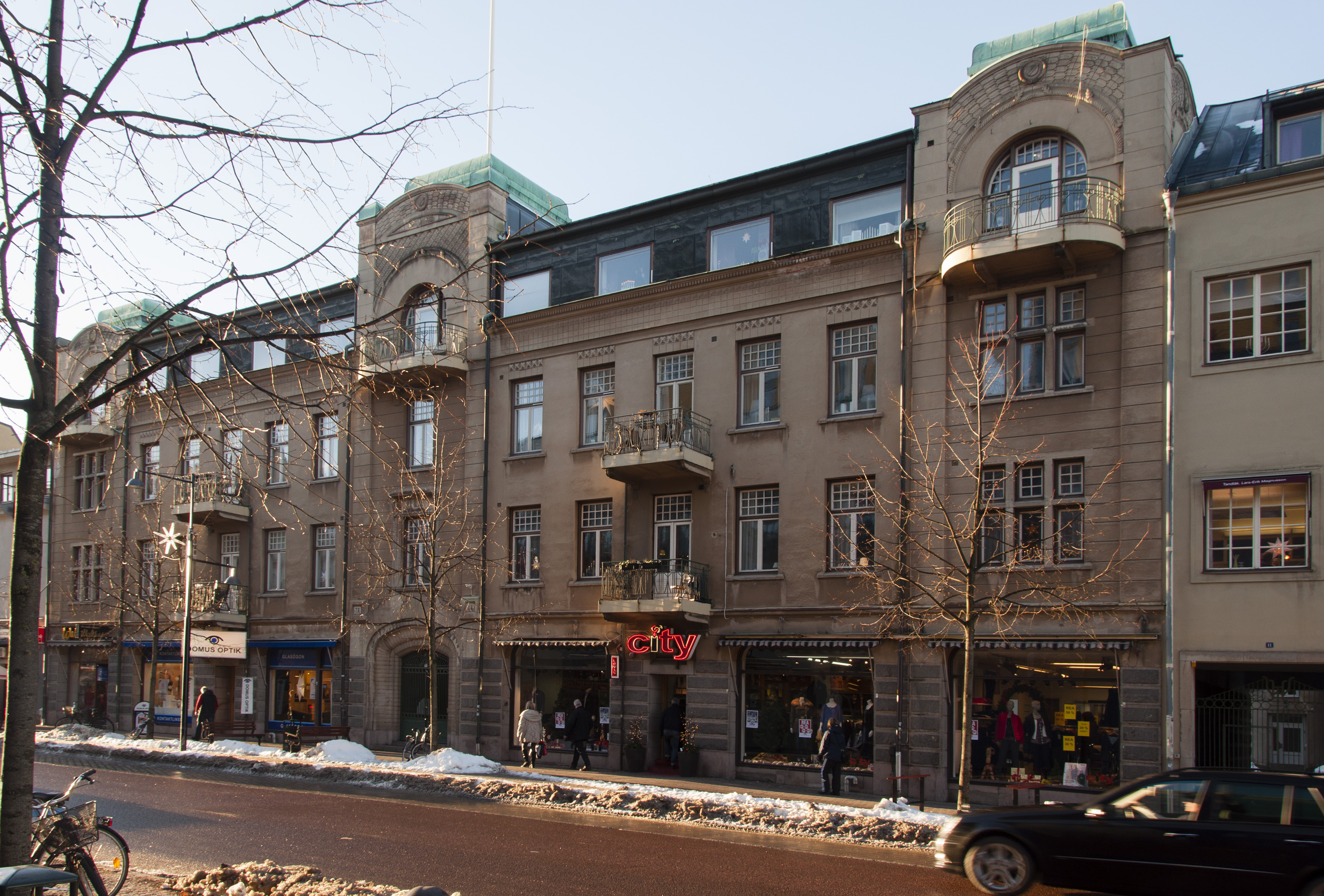
Järnvägsgatan 11
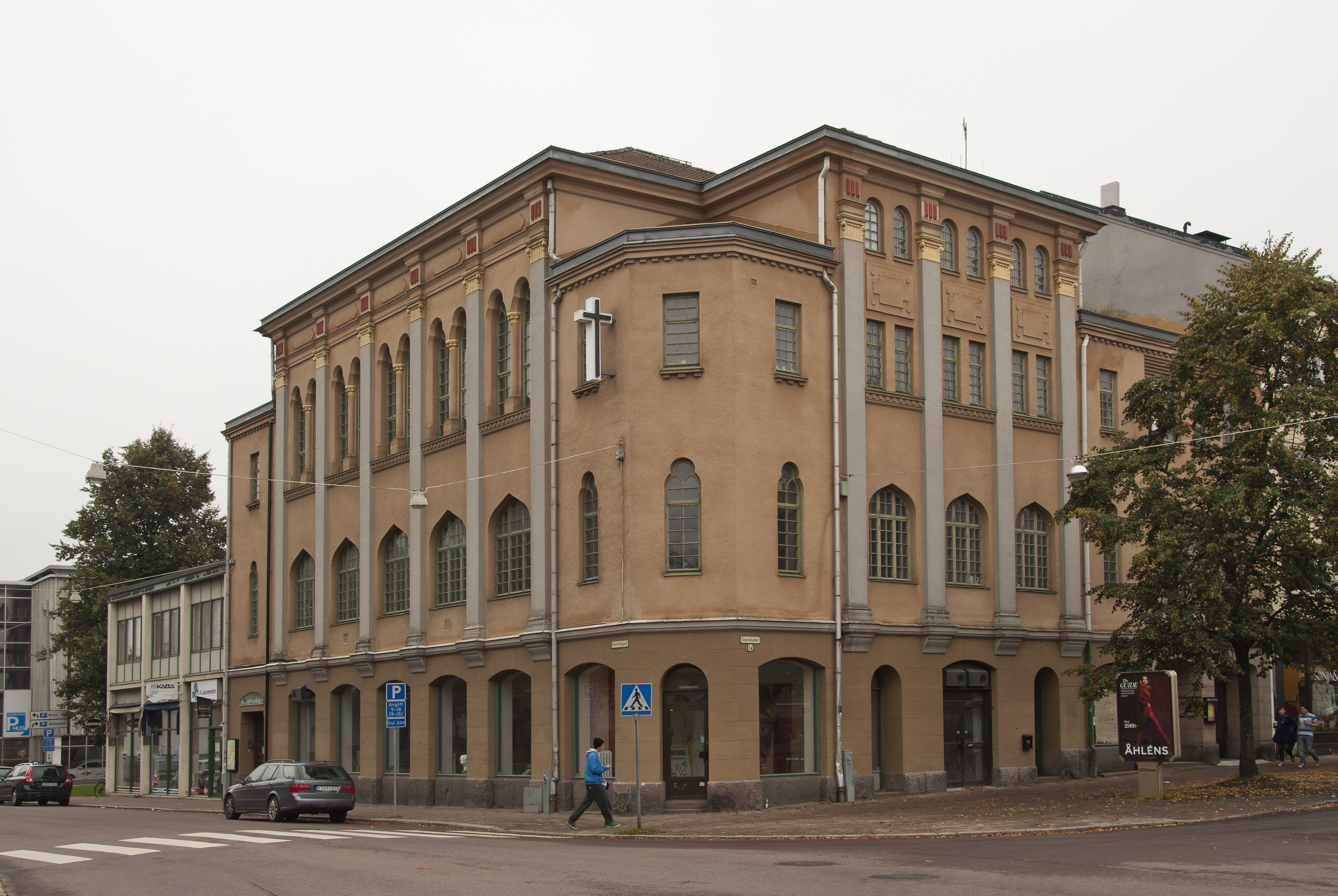
Baptistkyrkan